# Семенівська міська територіальна громада
Семенівська міська громада — територіальна громада в Україні, у Новгород-Сіверському районі Чернігівської області. Адміністративний центр — місто Семенівка.
Площа громади — 1004,1 км², населення — 14 568 мешканців (2018).
Утворена 14 липня 2017 року шляхом об'єднання Семенівської міської ради та Архипівської, Галаганівської, Карповицької, Костобобрівської, Машівської, Миколаївської, Олександрівської, Погорільської, Старогутківської, Тимоновицької, Хотіївської, Чорнорізької, Янжулівської сільських рад Семенівського району.
24 грудня 2019 року добровільно приєдналися Іванівська та Орликівська сільські ради.

## Населені пункти
До складу громади входять 1 місто (Семенівка), 4 селища (Газопровідне, Зелена Діброва, Іванпуть, Угли) і 65 сіл: 

### З населенням (53 сіл)
- Архипівка
- Баранівка
- Березовий Гай
- Бобрик Другий
- Брониви
- Вільхівка
- Вільшанка
- Галаганівка
- Гаті
- Грем'ячка
- Довжик
- Єршов
- Жаданівка
- Жадове
- Залізний Міст
- Заріччя
- Зелений Гай
- Іванівка
- Іванине
- Калинівське
- Карповичі
- Козилівщина
- Костобобрів
- Красні Лози
- Кринички
- Криульки
- Кути Другі
- Леонівка
- Лісківщина
- Лосівка
- Лубня
- Луб'яне
- Максимихине
- Марс
- Машеве
- Медведівка
- Миколаївка
- Мхи
- Олександрівка
- Орликівка
- Погорільці
- Покровське
- Прогрес
- Селище
- Сергіївське
- Стара Гутка
- Тимоновичі
- Тополівка
- Ферубки
- Хотіївка
- Чорний Ріг
- Чорнозем
- Янжулівка

### Без населення (12 сіл)
Блешня, Зоря, Карасі, Кривуша, Лосевочка, Набережне, Ракути, Східне, Турове, Фроли, Хандобоківка та Шведчина.